# Charles Reidpath
Charles Decker Reidpath (né le 20 septembre 1889 – mort le 21 octobre 1975) est un athlète américain, double champion olympique en 1912, et qui se distingue plus tard par une brillante carrière militaire.

## Biographie
Né à Buffalo, Charles Reidpath entre à l'université de Syracuse en 1908. Quatre ans plus tard, il devient le meilleur sprinteur de son université quand il remporte coup sur coup le 220 yard et le 440 yard lors des Jeux interuniversitaires.
Diplômé de Syracuse en génie civil en 1912, Reidpath subit alors des pressions de la part de sa famille pour quitter le monde du sport et prendre un emploi dans l'entreprise familiale. Néanmoins, il repousse cette proposition et devient membre de l'équipe olympique américaine. Il se rend alors à Stockholm où se déroulent les Jeux. Il y remporte le 400 m, établissant un nouveau record olympique en 48 s 2. Le 400 m est l'objet de nombreuses polémiques. En effet, les demi-finales se sont courues sans couloirs, ce qui a pour conséquence le télescopage de l'Allemand Hans Braun et de l'Américain Donnell Young. Ayant coupé la route à Braun, Young est disqualifié.
Lors de la finale, Reidpath et Braun dominent la course. En tête pendant 200 m, Braun est rattrapé dans la dernière ligne droite par Reidapth qui gagne sa médaille d'or.
Également membre du relais 4 × 400 m américain, il glane une deuxième médaille d'or assortie d'un nouveau record du monde (3 min 16 s 6). Moins disputée que le 400 m, les Américains dominent cette épreuve. À ce sujet, Reidpath déclara : « Mes coéquipiers avaient tellement d'avance lorsque je pris le relais que la course était déjà courue. »
Revenant à la vie civile, il travaille pour la compagnie de construction Berdencer de 1912 à 1937, avant d'être nommé directeur de l'urbanisme pour la ville de Buffalo. Pendant quinze ans, il travaille au département des travaux publics. En 1956, il prend part à la construction de la Réserve Fédérale en tant que surintendant de la construction chargé de l'architecture.
Reidpath sert un temps dans l'armée où il atteint le grade de lieutenant-colonel. Il sert en Angleterre, en France, et en Belgique pendant la Seconde Guerre mondiale. Il sert alors dans le Corps de Transports, participant aux victoires dans le nord de la France et en Rhénanie. En Belgique, il est fait officier de la couronne, pour ses services dans le port d'Anvers entre 1944 et 1945. En 1948, quand il prend sa retraite de la Garde Nationale de New York, il est promu au grade de général de brigade.
Il meurt en 1975 à Kenmore. Il est enterré dans le cimetière de Forrest Lawn à Buffalo.

## Palmarès
| Date | Compétition     | Lieu      | Résultat | Épreuve   | Temps  |
| ---- | --------------- | --------- | -------- | --------- | ------ |
| 1912 | Jeux olympiques | Stockholm | 1er      | 400 m     | 48.2   |
| 1912 | Jeux olympiques | Stockholm | 1er      | 4 × 400 m | 3ː16.6 |

## Sources
- (en) Cet article est partiellement ou en totalité issu de l’article de Wikipédia en anglais intitulé « Charles Reidpath » (voir la liste des auteurs).